# ويليام جونستون (لاعب كريكت)
ويليام جونستون (24 أغسطس 1867 في المملكة المتحدة - 14 سبتمبر 1947 في نيوزيلندا) (بالإنجليزية: William Johnston)‏ هو لاعب كريكت نيوزلندي.

## وصلات خارجية
- ويليام جونستون على موقع إي آس بي آن كريك إنفو (الإنجليزية)